# Francesc Miró-Sans
Francesc Miró-Sans Casacuberta (Barcelona, 2 de abril de 1916-Barcelona, 31 de octubre de 1989), empresario del sector textil, destacó socialmente como dirigente deportivo español, al ser directivo y posteriormente presidente del Fútbol Club Barcelona durante siete años y seis meses, entre 1953 y 1961. 

## De directivo a presidente
Miró-Sans formó parte de la directiva del FC Barcelona presidida por Enric Martí Carreto hasta septiembre de 1953, pero dimitió junto al presidente y el resto de directivos tras la resolución del "caso Di Stéfano", que frustraba el fichaje de Alfredo Di Stéfano por el FC Barcelona, en beneficio del Real Madrid, y causó una gran polémica en Barcelona y en el fútbol español.
Tras la dimisión de la directiva tomó el mando del club una comisión gestora presidida por el presidente de la Federación Catalana de Fútbol Francisco Giménez Salinas. El 5 de octubre tomó posesión una nueva comisión gestora, integrada por 10 expresidentes del Barcelona, cuyo principal cometido fue gobernar el club hasta la designación de un nuevo presidente.
Miró-Sans accedió a la presidencia del FC Barcelona gracias a unas elecciones, celebradas el 14 de noviembre de 1953, en las que pudieron votar todos los hombres con dos o más años de antigüedad como socios del club. Esto le hizo pasar a la historia como el primer presidente del club elegido por los socios. 
En su elección, sin embargo, se produjeron diversas irregularidades según han revelado diferentes periodistas e historiadores. En la obra El caso Di Stéfano, de Xavier García Luque y Jordi Finestres, se explica que "de los tres precandidatos que presentó Giménez Salinas, Francesc Miró-Sans, Ramon Riba y Amat Casajuana, salió el que el Gobernador Civil de Barcelona designó. Miró-Sans, que estaba considerado como uno de los hombres de absoluta confianza del régimen". 
Los dos candidatos finales fueron Miró-Sans y Amat Casajoana. Miró-Sans basó su campaña en la idea de la construcción de un nuevo estadio, el Camp Nou, como base para construir un nuevo y próspero Barça. Su lema fue "Por el mejor campo del mundo". Enfrente, Amat Casajoana, "concesionario de una marca de automóviles, socio veterano, partidario de la prudencia y el seny, que tiene el apoyo de aquellos que, como él, piensan que es muy arriesgado construir un campo nuevo, y es suficiente remodelar el campo de Las Corts", apunta el periodista Santiago Codina en el libro Els presidents del Barça. 
En la página 227 del libro El caso Di Stéfano, de Xavier García Luque y Jordi Finestres, también se afirma que en las elecciones "hubo un mercadeo vergonzoso de carnés, porque la presentación de un carné de socio equivalía a un voto aunque el titular no acudiese a votar en persona, y Alfonso Tuset, el fiel colaborador de Samitier, tuvo un papel destacado aportando pilas de carnés en favor de Miró-Sans". Santiago Codina, en Els presidents del Barça, confirma los hechos: "No votaron los socios, votaron los carnés. Eso hizo que los emisarios de los dos candidatos intentasen como locos recoger carnés para convertirlos en papeletas".
Miró-Sans era muy joven, impetuoso y ambicioso, como describe Santiago Codina. "Era conocido como El Palabras por su facúndia, a veces irrefrenable".
Finalmente Miró Sans obtuvo 8.771 votos, y derrotó a Amat Casajuana (8.470) por solo 301 votos de diferencia y, el 23 de diciembre de 1953, fue nombrado presidente del club.

## Su primer mandato (1953-1957): construcción del Camp Nou
Miró-Sans llegó en un gran momento para el FC Barcelona, el equipo conocido como el "Barça de las cinco Copas", ya que en 1952, un año antes de su llegada, el equipo había ganado los cinco títulos que había disputado. En 1953 el equipo era el vigente campeón de la Liga española, y contaba con figuras como Ramallets, Segarra, Basora, Kubala, César, Moreno o Manchón.
Pese a ello, sus primeros cuatro años como presidente coincidió en el plano futbolístico con el renacimiento del Real Madrid, gracias a la incorporacíón de Di Stéfano, y a un lento declive del FC Barcelona, que sólo ganó un título, la Copa de España de 1957. 
El hecho, sin embargo que marcó su primer mandato (y en realidad toda su presidencia al frente del club) fue la construcción de un nuevo estadio, tal y como había prometido en la campaña electoral.
Primero consiguió de las autoridades (Delegación del Gobierno y Ayuntamiento de Barcelona) la ayuda necesaria para conseguir los terrenos donde se construría el Camp Nou, y la recalificación para poder vender los terrenos del campo de Las Corts. Tras esos pasos, 
el 24 de marzo de 1954 tuvo lugar el multitudinario acto de colocación de la primera piedra.
Los principales problemas de la construcción del Camp Nou fueron la financiación de las obras, ya que sus costes superaron claramente los presupuestos previstos. Miró-Sans solicitó ayuda a los socios para que avanzasen el pago de sus abonos, y lanzó una emisión de abonos y obligaciones. Aun así, el club sólo pudo cubrir 191.093.329 de los 242.853.989 pesetas que costó el estadio, incluyendo la compra de terrenos, la construcción y los gastos financieros. Ello dejó un déficit al club de casi 58 millones de pesetas, una cantidad muy alta en la época, motivo por el cual Miró-Sans fue duramente criticado desde diversos ámbitos.
Finalmente, superados todos los obstáculos, el 27 de septiembre de 1957 tuvo lugar la inauguración del Camp Nou, el nuevo estadio del FC Barcelona que sustituiría al viejo Campo de Les Corts, y permitiría un espectacular crecimiento de la masa social del club. Ese crecimiento, y los beneficios económicos que supusieron para el club, propiciaron nuevos éxitos.

## Segundo mandato (1958-1961): llegan los títulos con Helenio Herrera
En 1958 se convirtió en el primer presidente de la historia del club en ser reelegido por los socios. Las elecciones, celebradas el 7 de enero de 1958, no fueron universales, sino que sólo votaron 200 socios hombres elegidos como compromisarios. Miró-Sans fue respaldado por el 75 por ciento de los electores, al obtener 158 votos frente a los 55 conseguidos por el otro candidato, Antoni Palés.
Inaugurado el Camp Nou, y una vez reelegido presidente, Miró-Sans hizo una fuerte apuesta deportiva. Pero esta vez no se trataba de fichar a un jugador, sino a un entrenador, el más prestigioso del momento, Helenio Herrera. Tras los fracasos de los anteriores entrenadores, Miró-Sans se decidió a apostar fuerte por H.H., por el que pagó un fuerte desembolso económico. Helenio Herrera se convirtió en el primer entrenador fichado de la historia del FC Barcelona.
Pero la apuesta fue acertada. Herrera revolucionó muchos aspectos del fútbol, y dio al club los mayores éxitos de la etapa de Miró-Sans. En las dos temporadas que H.H. permaneció en el club se conquistaron dos Ligas (1958-1959, 1959-1960), una nueva Copa de España (1959), y dos Copas de Ferias, en 1958 y 1960.
Pero la fuerte personalidad de Helenio Herrera también creó problemas, con el secretario técnico, Josep Samitier, y con algunos jugadores como el propio Kubala. Muchas de sus decisiones crearon controversia y la afición se divisió entre los partidarios y los contrarios a H.H. Al final, Miró-Sans destituyó a Herrera, una decisión que provocaría un aumento de la oposición a su gestión.
Ante la complicada situación social generada, finalmente Miró-Sans dimitió el 28 de febrero de 1961, un año antes de finalizar su segundo mandato.

## Otras consideraciones

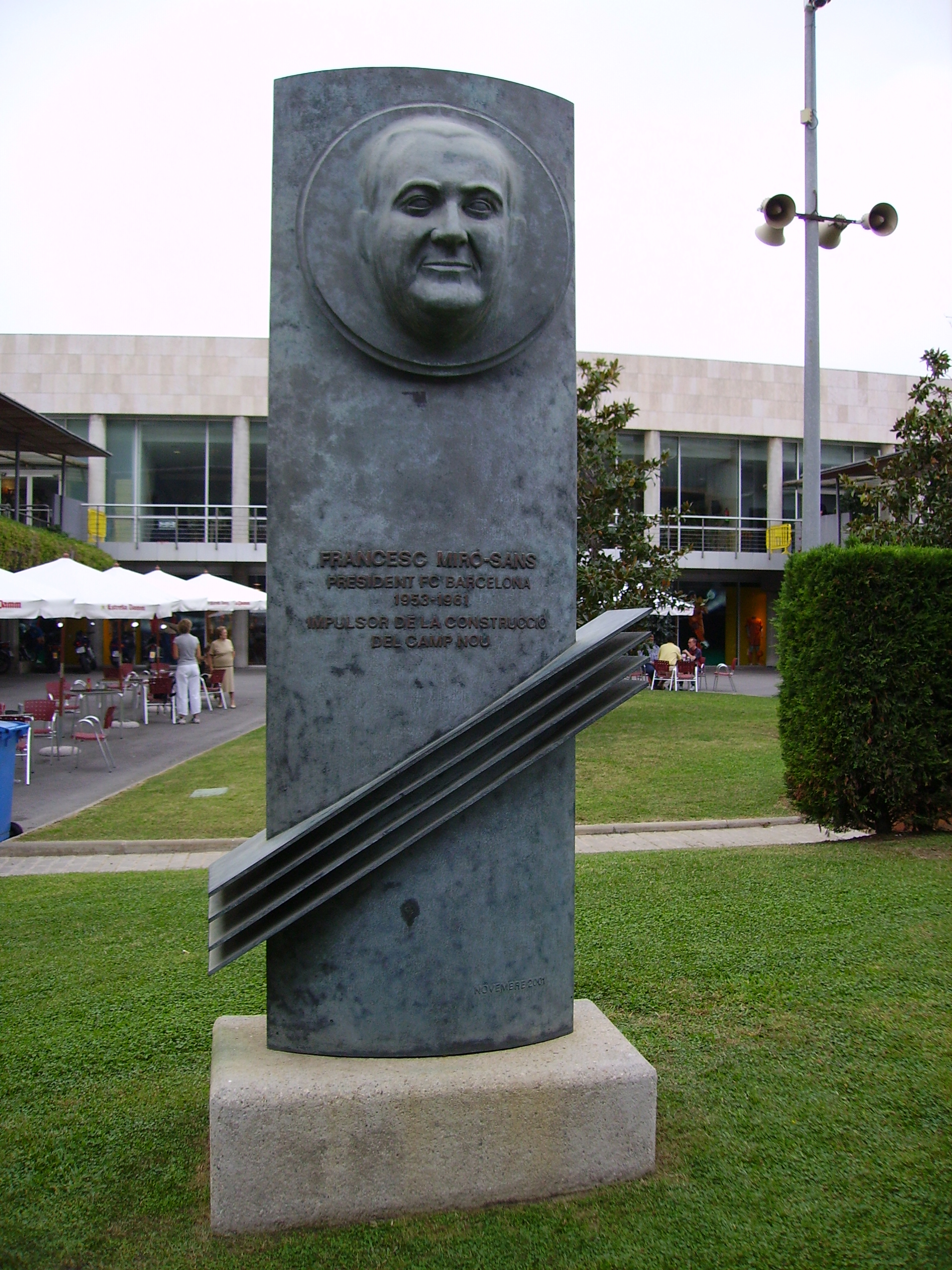
Estatua en el Camp Nou.

En lo que hace referencia a las secciones deportivas, el club consigue tres títulos. El equipo de hockey sobre patines gana la segunda Copa de España de su historia, en la temporada 1957-1958.
El equipo de baloncesto hace por primera vez en su historia un doblete: en la temporada 1958-1959 gana su primera Liga española y el séptimo Campeonato de España de su historia. 

Durante su mandato, el número de socios aumentó considerablemente, desde los 32.000 de 1953 a los más de 40.000 que registraba en 1961.

## Entrenadores de fútbol bajo su presidencia
- Sandro Puppo (1954-1955).
- Domènec Balmanya (1956-1958).
- Helenio Herrera (1958-1960).
- Enric Rabassa (1960).
- Ljubiša Broćić (1960-1961).
- Enrique Orizaola (1961).

## Títulos conseguidos por el club bajo su presidencia
- Fútbol:

- 2 Liga española de fútbol: 1958-1959 y 1959-1960.
- 2 Copas del Generalísimo: 1957 y 1959.
- 2 Copas de Ferias: 1958 y 1960.

- Baloncesto:

- 1 Liga española: 1958-1959.
- 1 Campeonato de España: 1958-1959.

- Hoquei sobre patines:

- 1 Copa de España: 1957-1958.